# انتخابات مجلس الأمن التابع للأمم المتحدة 2006
أجريت انتخابات مجلس الأمن التابع للأمم المتحدة لعام 2006 في 16 أكتوبر 2006 خلال الدورة الـ61 للجمعية العامة للأمم المتحدة، والتي عُقدت في مقر الأمم المتحدة في مدينة نيويورك. كانت الانتخابات لخمسة مقاعد غير دائمة في مجلس الأمن لولايات مدتها عامان تبدأ في 1 يناير 2007.
وفقًا لنظام التناوب في مجلس الأمن، الذي يضمن توزيع المقاعد العشرة غير الدائمة بين المجموعات الإقليمية المختلفة، خُصصت المقاعد الخمسة المتاحة وفقًا للتقسيم التقليدي للدول الأعضاء في الأمم المتحدة لأغراض التصويت والتمثيل، وذلك على النحو التالي:
- مقعد واحد لأفريقيا (كانت تشغله تنزانيا)
- مقعد واحد لأمريكا اللاتينية ومنطقة البحر الكاريبي (كانت تشغله الأرجنتين)
- مقعد واحد لآسيا (كانت تشغله اليابان)
- مقعدان لمجموعة أوروبا الغربية ودول أخرى (كانت تشغلهما الدنمارك واليونان)

بينما حُسمت ثلاثة مقاعد بسهولة، واستُكمل التصويت على المقعد المتنازع عليه في الجولة الأولى، شهد السباق على مقعد أمريكا اللاتينية ومنطقة البحر الكاريبي جولات تصويت غير مسبوقة، امتدت على مدى 48 جولة خلال ثلاثة أسابيع. ورغم خمسة أيام من الاقتراع، فشلت الجمعية العامة في الحسم بين غواتيمالا وفنزويلا، حتى توصّل الطرفان إلى اتفاق يقضي بسحب ترشيحيهما لصالح بنما.
أسفرت الانتخابات عن فوز بلجيكا وإندونيسيا وإيطاليا وبنما وجنوب أفريقيا بمقاعد مجلس الأمن للفترة 2007-2008، حيث انتُخبت جنوب أفريقيا للمرة الأولى في تاريخها.